# Théorie du dialogue entre les juges et le législateur
En droit constitutionnel canadien, la théorie du dialogue entre les juges et le législateur est une théorie des professeurs Peter Hogg et Alison Bushell citée abondamment par la Cour suprême du Canada selon laquelle dans un régime constitutionnel de souveraineté parlementaire avec une constitution écrite, la relation entre la législature et le pouvoir judiciaire est de la nature d'un dialogue, surtout dans le contexte du contrôle judiciaire des lois.

## Les origines de la théorie dans un article de Hogg et Bushell
Dans un article de recherche paru en 1997, les professeurs de droit Peter Hogg et Alison Bushell ont été les premiers à élaborer sérieusement sur la thèse selon laquelle le contrôle judiciaire est de la nature d'un dialogue.
Dans cet article, les auteurs soutiennent que la révision judiciaire d'une loi en vertu de la Charte canadienne des droits et libertés est illégitime car elle est non démocratique,. Ils affirment que l'effet de l'invalidation d'une loi est presque toujours l'adoption d'une nouvelle loi qui reprend les mêmes objectifs que la loi rendue invalide. Cela fait en sorte que l'effet de la Charte est rarement de contrecarrer l'objectif visé par une loi, mais plutôt d'influencer la conception d'une loi. Le fait de rendre une décision sur les droits et libertés est de nature à créer un débat public sur la nature même des droits et libertés. Or, si aucune décision n'avait été rendue, aucun débat public sur les droits et libertés n'aurait pu avoir lieu. Ce processus doit être décrit comme un « dialogue » entre les tribunaux et la législature.

## Application et développement de la théorie dans des décisions de la Cour suprême du Canada
Dans l'arrêt Vriend c. Alberta, la Cour suprême approuve la théorie du dialogue. Le juge Frank Iacobucci déclare que « à mon avis, la Charte a suscité une interaction plus dynamique entre les organes du gouvernement, que d’aucuns ont qualifiée, à juste titre, de «dialogue» (voir par exemple Hogg et Bushell, loc. cit.). En examinant la validité constitutionnelle de textes de loi ou de décisions de l’exécutif, les tribunaux parlent au législatif et à l’exécutif. Comme il en a été fait mention, la plupart des dispositions législatives qui n’ont pas résisté à un examen constitutionnel ont été suivies de nouvelles dispositions visant des objectifs similaires (voir Hogg et Bushell, loc. cit., à la p. 82). Le législateur, de cette façon, répond aux tribunaux, d’où l’analogie du dialogue entre les différents organes du gouvernement ».
Dans l'arrêt Corbiere c. Canada (Ministre des Affaires indiennes et du Nord canadien), la Cour suprême déclare en s'appuyant sur la théorie du dialogue que « Le principe de la démocratie  sous‑tend la Constitution et la Charte, et il est l’un des facteurs importants guidant les tribunaux dans l’exercice de leur pouvoir discrétionnaire de réparation. Il encourage l’élaboration de réparations permettant ce processus démocratique de consultation et de dialogue. »
Dans l'arrêt M. c. H, la Cour affirme que « la véritable tâche du tribunal consistait à collaborer et à dialoguer avec le législateur pour faire en sorte que la volonté démocratique puisse s’exprimer le plus clairement possible, à l’intérieur des limites imposées par la Charte  [...] . Pour entamer un tel dialogue, les tribunaux et les législateurs doivent être sur la même longueur d’onde. Plutôt que de constituer une incursion inadmissible dans le domaine législatif, l’examen par les tribunaux de l’intention du législateur constitue une façon de respecter la voix du gouvernement dont s’est dotée la collectivité et, partant, celle de la collectivité elle-même ».
Dans l'arrêt Figueroa c. Canada (Procureur général), la Cour juge que « la possibilité d’un dialogue entre les tribunaux et les législateurs quant au sens à donner au droit de vote pourrait être indûment restreinte si notre Cour déclare que certaines valeurs, bien qu’appartenant depuis longtemps à notre tradition politique, ne doivent pas être prises en considération dans l’interprétation et l’application de l’art. 3 de la Charte ».
Dans l'arrêt Doucet-Boudreau c. Nouvelle-Écosse (Ministre de l'Éducation), elle énonce que « la retenue judiciaire et les métaphores comme celle du « dialogue » ne doivent pas être érigées en règles constitutionnelles strictes auxquelles peuvent être assujettis les termes de l’art. 24. ».

## La théorie du dialogue comme source de légitimité politique de la clause dérogatoire
L'article 33 de la Charte canadienne des droits et libertés est une disposition de la Charte canadienne des droits et libertés qui permet au législateur de suspendre des droits individuels (les articles 2 et 7 à 15 de la Charte) pendant des périodes de 5 ans et de casser des décisions rendues par des tribunaux sur des questions de droits et libertés.
Selon le professeur de droit Patrick Taillon, « si la théorie du dialogue entre les juges et le législateur a un sens [....] l'utilisation de la dérogation, c'est une manière pour les parlementaires de répondre, de répliquer, de dialoguer avec la jurisprudence de la Cour suprême qui s'est élaborée depuis les dernières décennies ».

## La théorie du dialogue comme outil pour penser la fonction de délibération rationnelle des tribunaux dans une démocratie
Selon le professeur de droit Jean Leclair, les tribunaux peuvent exercer la fonction de délibération rationnelle propre à la démocratie, même s'ils ne sont pas composés d'élus, car les tribunaux sont en mesure de décider après avoir confronté les différentes versions de ce qu'on leur plaide comme étant le bien commun. Lorsqu'on envisage le rôle des tribunaux dans cette perspective, on reconnaît que les tribunaux ont un rôle à jouer dans les affaires qui impliquent l'utilisation de la disposition de dérogation aux Chartes. Les dispositions de dérogation aux Chartes prévoient que la loi aura effet malgré les Chartes, mais elles n'interdisent aux tribunaux de constater à l'intérieur de jugements l'existence d'incompatibilités entre la loi et la Charte. Lorsqu'un tribunal rend une telle décision, il contribue à nourrir le débat démocratique et le gouvernement doit vivre avec la possibilité d'une déclaration d'incompatibilité entre la loi et la Charte.

## Critiques de la théorie
Selon les professeurs Christopher P. Manfredi et James B. Kelly, « [TRADUCTION] La métaphore du dialogue constitue indéniablement un puissant compte-rendu du contrôle judiciaire comme instrument de gouvernance démocratique. Cependant, telle que définie et appliquée par Hogg et Bushell, la métaphore est problématique à au moins deux égards importants. Tout d'abord, la démonstration empirique dont dépend la métaphore souffre de plusieurs défauts. Deuxièmement, même sans ces défauts, la métaphore telle qu'elle est construite dans l'étude Hogg/Bushell n'apporte qu'une réponse faible aux questions normatives qui sont implicites à la critique démocratique du contrôle judiciaire fondé sur la Charte ».